# Epidendrum anceps
Epidendrum anceps é uma espécie epífita com caule robusto com até 50 centímetros de altura, achatado lateralmente em toda a sua extensão. Folhas alternadas largas de cor verde bronzeado. No seu topo, surgem escapos florais finos, pendentes e algumas vezes ramificados com até 10 pequenas flores. Surgem hastes florais também nos caules mais velhos. Flor de 1 cm de diâmetro com todos os segmentos de cor creme liliácea.
Floresce na primavera.